# Экспрессионизм (кино)
Экспрессионизм — господствующее художественное направление в немецком кинематографе 1920—1925 гг. Основные представители — Ф. В. Мурнау, Ф. Ланг, Р. Вине, П. Вегенер, П. Лени.
В современных публикациях под немецким экспрессионизмом, как правило, подразумевается именно киноэкспрессионизм, хотя в тот же период экспрессионизм развивался в немецком театре, литературе, живописи и т. д. (подробнее см. экспрессионизм).

## Истоки
Пока действовал военный запрет на прокат зарубежной кинопродукции, берлинские студии ставили более сотни фильмов ежегодно. Большинство из них были сняты на крошечный бюджет. Шок поражения в Первой мировой войне на фоне относительной изоляции немецкой киноиндустрии способствовал тому, что завладевшие немцами эмоции разочарования, тревоги, возмущения и т. д. стали выплёскиваться на киноэкран. В начале 1920-х наиболее востребованы в кинозалах были истории безумия, предательства, криминальных заговоров.
Отправной точкой немецкого киноэкспрессионизма стал фильм «Кабинет доктора Калигари» (1920), получивший широкий резонанс не только в Германии, но и за её пределами. Изменённое состояние психики главного героя, которого обуревают чувства тревоги, страха и затаённой угрозы, в фильме передаётся деформированными, крайне стилизованными декорациями. Успех этого фильма ускорил вхождение кинематографа в число общепризнанных видов искусства; ранее в нём видели способ приятно провести вечером время в хорошей компании.

## Художественные принципы
- Последний Человек (1924)

Геометризованные декорации «Кабинета доктора Калигари» предельно далеки от реализма. Изображения фонарей, теней и предметов нанесены прямо на стены помещения. Расстройство психики главного героя, его нестабильная внутренняя реальность передаётся при помощи съёмки с острого угла и т. н. «субъективной» (шатающейся, подвижной) камеры. Игра актёров экзальтирована, их мимика и жестикуляция утрированы, изобилуют крупные планы. Широко используются цветные светофильтры.
Для фильмов, последовавших за «Калигари», так же характерны гротескные искажения пространства и предельно контрастное освещение, которое иногда подчёркивают нарисованные на стенах тени (т. н. «калигаризм»). В «Носферату» (1922) к арсеналу приёмов добавились использование негативов и ускоренное воспроизведение кадров. Развивая основную идею «Калигари», режиссёры-экспрессионисты вскрывают двойственность каждого человека, таящееся в нём бездонное зло, и в связи с этим предвидят неизбежность социального апокалипсиса.

## Закат и наследие
С наступлением в Веймарской республике относительной экономической стабильности (ок. 1925 г.) спрос публики на пессимистические ленты с налётом романтического субъективизма пошёл вниз. Такие режиссёры, как Г. В. Пабст, с позиций «новой вещественности» призывали поднимать в кино реальные социальные проблемы и предлагать конкретные пути их решения.
В последние годы Веймарской республики Фриц Ланг, пытаясь найти золотую середину между экспрессионизмом и новой вещественностью, ставит крупнобюджетные фильмы, рассчитанные на самую широкую публику, — «Метрополис», «Город ищет убийцу», «Завещание доктора Мабузе». Лучшие фильмы Пабста «Безрадостный переулок» (1925) и «Ящик Пандоры» (1928) также не отказываются целиком от экспрессионистского киноязыка.
После прихода в 1933 году к власти нацистов многие кинематографисты экспрессионистского направления, включая Ланга и Карла Фройнда, вынуждены были свернуть профессиональную деятельность и покинуть Германию. Они перебрались в Голливуд, где внесли определяющий вклад в формирование американских жанров фильма ужасов и фильма-нуар. Среди ныне работающих режиссёров сильнейшее влияние экспрессионизма испытал Тим Бёртон; его «Труп невесты» стилизован под фильмы той эпохи.